# 朱含枢
朱含枢（1933年—），男，浙江青田人，中国射电天文学家，曾任中国科学院紫金山天文台研究员。研究方向为活动星系核、类星体等。